# Cowa!
Cowa! (こわ!?) è un manga di Akira Toriyama uscito nel 1997. Cowa! (che in giapponese significa "fa paura!") narra le avventure di Paifu, un piccolo demone che insieme ad Arpon e José, due mostriciattoli amici suoi e lo scorbutico Maruyama, intraprenderanno un lungo e difficile viaggio a bordo di una jeep, per recuperare la medicina in grado di salvare gli abitanti del villaggio di Paifu.
Il manga è composto solo da un volume autoconclusivo ed è pubblicato in Italia dalla Star Comics, prima a puntate sulla testata Express dal luglio 1998 all'agosto 1999, quindi in un numero monografico della testata Mitico (il numero 71 dell'aprile 2000).

## Trama
Paifu, José e Arpon sono tre giovani mostriciattoli che vivono nel villaggio di Capo Pipistrello, dove umani, animali antropomorfi e mostri convivono pacificamente. Accade che la popolazione "mostruosa" di Capo Pipistrello inizia ad essere contagiata da un misterioso morbo, e il dottore dei mostri diagnostica a tutti una terribile malattia: il raffreddore da mostro, che porta alla morte in un mese. I tre amici decidono così di partire alla volta della montagna su cui vive la strega che produce la medicina per il raffreddore da mostro, ma sono troppo giovani e inesperti per fare il viaggio da soli. Paifu convince con l'inganno un ex lottatore di sumo, Maruyama (un umano), a far loro da guida e guardia del corpo. Inizia così un viaggio pieno di avventure e pericoli, tra umani aggressivi o amichevoli, e strane creature.

## Personaggi
- Paifu: un mezzo vampiro che vive con la madre, una vampira; del padre, un uomo-koala, si sa solo che fu ucciso anni prima dai cacciatori. Paifu beve sangue e odia la luce, come tutti i vampiri (anche se la luce non lo distrugge); quando vede una croce però, anziché fuggire, si trasforma in un koala mannaro. Paifu in versione koala è fortissimo e ferocissimo, ma privo di cervello, dato che attacca indistintamente tutto e tutti. L'unico modo per farlo tornare normale è fargli vedere un oggetto di forma tonda.
- José Rodriguez: un giovane fantasma in grado di volare e prendere la forma degli oggetti più svariati. José è il miglior amico di Paifu ed è in qualche modo succube delle sue decisioni, non avendo mai il coraggio di dirgli no. Il peggior problema di José è che quando è troppo nervoso inizia a petare.
- Arpon: un mostro umanoide in grado di allungare le braccia, si comporta da bullo ma non ha un animo cattivo, solo indisciplinato. Ha una certa rivalità con Paifu e cerca sempre di essere migliore di lui.
- Mako Maruyama: con il nome di "Katsukazan" ("vulcano attivo") era venerato come il più forte lottatore di sumo al mondo. Un giorno, durante un incontro, causò involontariamente la morte del suo avversario e da allora decise di ritirarsi in esilio a Capo Pipistrello, diventando una specie di "babau" per la gente del posto che non lo conosceva. Paifu lo convince ad accompagnare lui e gli altri promettendogli un milione di yen.
- Baroava: un mostro dalla consistenza gommosa che abita nel bosco che circonda la montagna della strega. Egli uccide tutti coloro che si addentrino nel bosco perché il suo compito è difendere quell'ecosistema e le creature a rischio estinzione che vi abitano. Il suo punto debole è sentire qualcuno fischiare: questo rumore lo fa diventare piccolo e incapace di lottare.
- Leonardo: il maggiordomo della strega, un diavolo esperto nei combattimenti che però non appena vede Maruyama decide di sfidarlo a una gara di indovinelli.
- La strega: una vecchia gigantesca, unica produttrice della medicina contro il raffreddore da mostro.

## Manga
| Nº | Titolo italiano Giapponese 「Kanji」 - Rōmaji | Data di prima pubblicazione       | Data di prima pubblicazione |
| Nº | Titolo italiano Giapponese 「Kanji」 - Rōmaji | Giapponese                        | Italiano                    |
| 1  | Cowa! 「こわ!」 - Kowa! | 1º maggio 1998 ISBN 4-08-872557-3 | 1º aprile 2000              |
| 1  | Capitoli - 1. La commissione di Paifu (パイフーのおつかい?, Paifū no otsukai) - 2. La prova di coraggio (オバケのきもだめし?, Obake no kimodameshi) - 3. Paifu e Arpon (パイフーとアーポン?, Paifū to Āpon) - 4. Il raffreddore da mostro (オバケ風邪?, Obake kaze) - 5. Partenza per la Montagna del Gufo (みみずく山に出発?, Mimizuku Yama ni shuppatsu) - 6. Mako Maruyama spaventa ancora (やっぱりこわい丸山真虎?, Yappari kowai Maruyama Mako) - 7. Un viaggio tranquillo (旅は順調?, Tabi wa junchō) - 8. Katsukazan scende in campo (活火山うごく?, Katsukazan) - 9. Il mostro del Bosco Terribile (恐怖の森のモンスター?, Kyofū no Mori no monsutā) - 10. Makorin è in pericolo (世界最強の男マコリン苦戦?, Sekai saikyō no otoko Makorin kusen) - 11. L'arrivo nella casa della strega (魔女の家到着?, Majo no ie tōchaku) - 12. Abbiamo la medicina (特効薬いただき!?, Tokkōyaku itadaki!) - 13. Forza Paifu (がんばれパイフー?, Ganbare Paifū) - 14. Il battello di Makorin (マコリンの船?, Makorin no fune) |                                   |                             |

## Autocitazioni
Come accade in tutti i manga di Akira Toriyama, anche in Cowa! ci sono dei rimandi più o meno palesi alle sue precedenti opere. Qualche esempio:
- Quando Maruyama e i tre mostriciattoli stanno per raggiungere la prima tappa del loro viaggio, una città, passano in mezzo a un deserto: sul ciglio della strada a un certo punto si vede una casa molto simile a quella di Senbee Norimaki, personaggio di Dr. Slump.
- Leonardo, il servitore della strega, è identico a Darbula, il re degli inferi che appare in Dragon Ball Z.

Inoltre, l'aspetto e il comportamento dei tre protagonisti ricorda le caratteristiche di alcuni precedenti personaggi di Dragon Ball Z: la trasformazione di Paifu in koala mannaro è simile alla metamorfosi dei saiyan in Oozaru; l'aspetto di José (fattezze tondeggianti, un'antenna sulla testa) e la sua capacità di prendere la forma di ogni cosa ricordano molto Majin Bu; Arpon condivide il potere di allungare gli arti come Piccolo e gli abitanti del pianeta Namecc.